# 中国石油大学（华东）
中国石油大学（华东）是中華人民共和國教育部直属全国重点大学，是国家“211工程”和「優勢學科創新平台項目」重点建设院校，是一所以工为主，多学科协调发展的教学研究型大学，是中国最早建立的也是最大的一所石油高等学府。目前已发展成一所“以工为主、工管理文相结合”的全国重点大学。

## 历史沿革

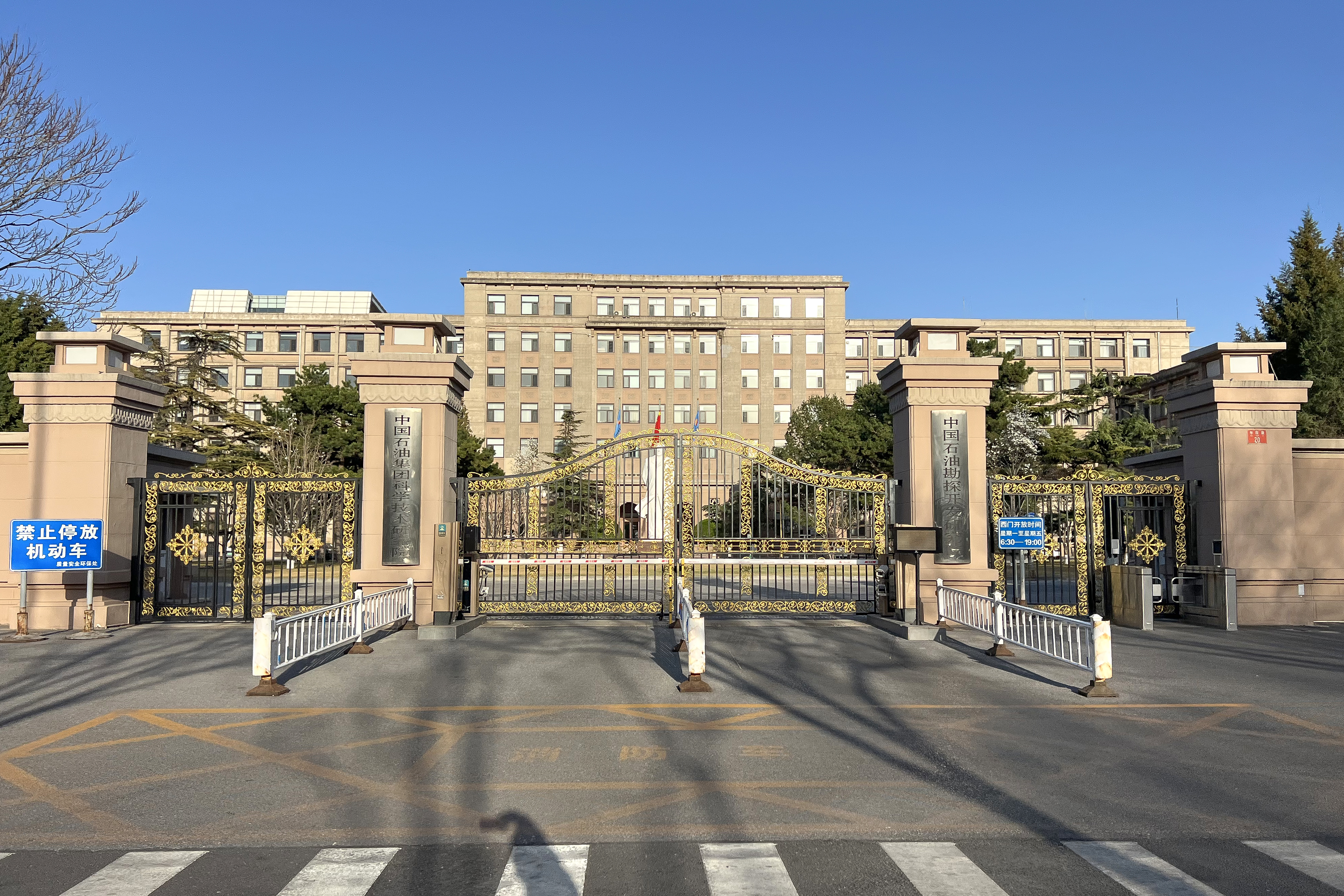
原北京石油学院校址现为中国石油勘探开发研究院所在地

中国石油大学的前身北京石油学院成立于1953年，历经北京石油学院、华东石油学院、石油大学、中国石油大学四个重要发展阶段，办学体制由行业院校转制为教育部直属高校。
1951年11月，全国第一次高等工业院校会议在北京召开。燃料工业部主管石油工业的代表参加了这次会议，呼吁重视石油技术人才的培养，建议学习苏联经验，建立中国的石油教育体系，不仅要办石油中等技术学校，也要办正规的高等石油院校。建议在条件成熟的时候，及时筹办石油学院。这是最早提出筹办石油学院的建议。
中央人民政府燃料工业部石油管理总局首先与天津的北洋大学建立了联系。根据燃料工业部的要求北洋大学化工、地质两系转为石油炼制系和石油地质系，在机械系内设石油机械组，采矿系基本上转向为燃料工业部服务。燃料工业部并与清华大学化工系合作，建立了清华大学燃料研究室。1951年5月，在燃料研究室的基础上，成立了石油炼制组。在清华大学其他系还设立了石油钻采、石油地质组。石油管理总局还与北京大学有关的院系取得了联系。这时的北京大学，也有一部分教师对石油教育很热情，许多学生积极学石油学科。1951年至1952年上半年在全国不少大学中出现了“石油热”。西北工学院采矿系、化工系成立石油组，招收了新生。在重庆大学，先后成立了石油地质组、石油炼制组和石油钻井组。在大连工学院化工系，成立了液体燃料组。在浙江大学机械系和化工系成立了石油机械组和石油炼制组。在中国人民大学工业经济系也设立了石油组。
1952年9月24日，以清华大学地质系、采矿系、化工系的石油组为基础，汇合了天津大学四个系的石油组以及北京大学化工系、燕京大学数学系的师生力量，建立了清华大学石油工程系。系内设有石油钻井专业、石油开采专业、石油储运专业、石油矿场机械专业、石油炼厂机械专业、石油炼制专业。
1952年7月，燃料工业部及石油管理总局抓住全国高校院系调整的时机，由石油总局向燃料工业部、教育部、人事部和政务院财政经济委员会、政务院文化教育委员会报告，请求在北京兴办石油学院，并由陈郁部长向周恩来总理作了汇报，周总理对此给予了肯定。
1952年11月，政务院文化教育委员会下达《文教企字466号通知》，正式批准建立北京石油学院。1953年5月29日，政务院第180次政务会议批准的1953年全国高校院系调整计划明确将"清华大学石油工程系独立为北京石油学院"。经政务院同意，由北京市计划委员会指定，在北京清华园以东的文教区东北部分，即海淀区九间房村一带建校。这里原是一片田野,1952年至1953年，政府在这里计划兴建了地质、钢铁、矿业、医学、航空、农机、林业和石油等许多单科性高等院校，号称北京“八大学院”。新建的北京石油学院，即是其一。
1953年10月1日，1000多名师生员工聚集在半是工地半是田野的校园里，举行了北京石油学院历史上第一次开学典礼，从而揭开了中国石油高等教育的序幕。10月1日这一天，也被定为学校的校庆日。此时的北京石油学院汇聚了清华大学石油系，大连工学院化工系液体燃料组四年级学生及部分教师，西北工学院采矿系、化工系石油组部分学生，北京地质学院部分学生，北京财经学院部分干部和教师，中国人民大学部分干部。
1960年10月22日，中共中央发布（60）868号文件，宣布将全国重点高等学校增加到64所。北京石油学院成为第二批44所重点高校之一，从此跻身全国重点大学行列。北京石油学院自1953年成立到1966年“文化大革命”前夕，经过近13年的发展，已具有相当规模。自1953年至1965年，学院共培养了本科毕业生12000多名，研究生153名。全院教职工总数:1966年为1548人。批准为重点院校时，学校设置专业21个，在校生5686人，教职工1705人，其中教师548人，实验室63个，研究室1个，图书资料25万册，校舍面积 13.5万平方米。
文化大革命时期，在极“左”思想的干扰之下，高校下放外迁之风日盛。早在1965年，石油部就研究了北京石油学院迁校厂矿的问题；1966年3～5月，2000多名师生员工分赴大庆和胜利油田建校。1966年5月“文革”爆发。北京石油学院附中学生和大学生开始“造反”，大字报铺天盖地，许多教职工横遭迫害。1967年1月22日。“造反派”宣布夺权，学院全面瘫痪，派性斗争泛滥。1968年8月13日，“工军宣队”进驻学院；9月25日成立学院“革命委员会”，开始“斗批改”。师生接受 “再教育”，正常的教学活动停顿。
1969年中苏关系严重恶化，10月18日林彪发出《林副主席指示第一号令》，全军进入紧急备战状态，各大中城市也进行了疏散人口、下放干部、外迁大专院校的紧急动员。10月21日，石油部军管会下达了北京石油学院迁校山东东营的命令。1969年10月27日～11月7日。师生员工、家属分三批乘专列迁往东营。仅两周时间，迁出人员4200人，家具5400件，其它物资11000多箱。迁校使学校元气大伤，教学固定资产由800万元减至400万元；图书由30万册减至20万册；教师流失300多人。迁校山东的北京石油学院与胜利油田实行厂校合作办学，由山东省革委会领导。
1970年3月19日，山东省革命委员会、石油部军管会联合发文。决定将北京石油学院改名为华东石油学院。1966年至1970年，高校因“文革”而停止招生。华东石油学院于1970年下半年开始招收“工农兵学员”。
1977年恢复高考，10月12日，国务院批转教育部《关于1977年高等学校招生工作的意见》，宣布统一考试招生。1978年3月和10月，77级、78级共1665名本科生、20名研究生相继入学。1978年2月，国务院转发教育部《关于恢复和办好全国重点高等学校的报告》，华东石油学院等88所高校重新被确定为全国重点高校。
1981年6月22日，石油部、教育部联合发文，宣布成立华东石油学院北京研究生部。研究生部设在原北京石油学院校址。
1984年7月，经国家计委与北京市建委研究，同意在北京昌平选址建设华东石油学院北京研究生部。北京研究生部的成立和发展，使学校逐步形成两地办学的格局。
1988年，国家教育委员会批准在华东石油学院和北京研究生部等基础上组建石油大学，实行山东、北京两地办学。1989年石油大学（北京）恢复招收本科生。1990年石油大学（华东）开始单列计划招收硕士生，1995年开始单列计划招收博士生。
1997年11月26日。国家计委批准石油大学作为“211工程”项目院校进行建设，成为首批进行“211工程”建设的院校。
2000年2月12日，石油大学从中国石油天然气集团公司整体划转教育部管理，成为教育部直属全国重点高校。
2000年5月26日，教育部批准石油大学试办研究生院。与此同时，伴随着“高校扩招”的大潮，石油大学也进入到高速扩张时期。
2005年1月，经教育部批准，学校更名为中国石油大学（原名“石油大学”）。
2021年1月25日，经中华人民共和国教育部批准，原由中国石油大学（华东）管理的独立学院中国石油大学胜利学院脱离该校管理，并转设为公办普通高等学校山东石油化工学院，由山东省人民政府领导管理。

## 发展现状

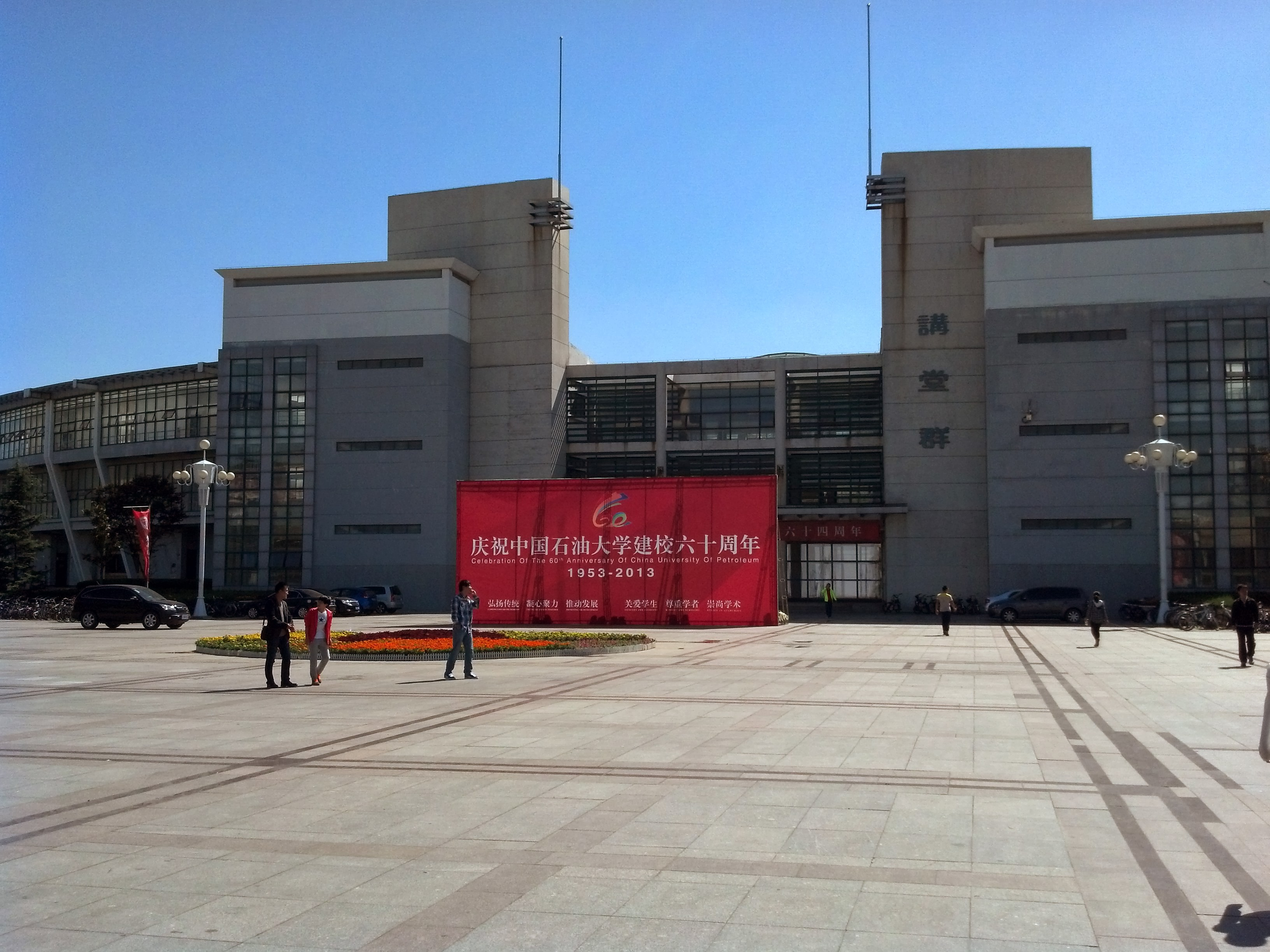
位于黄岛区长江路街道的青岛校区

中国石油大学（华东）现有东营、青岛两个校区。校园总面积300公顷，建筑面积110余万平方米。
- 教授、副教授736人
- 专任教师1509人

在校生总数2万4千余人
- 全日制在校本科生2万余人
- 研究生3800余人
- 留学生200人

## 著名校友
- 吴仪——原中共中央政治局委员、国务院副总理
- 周永康——原第十六至十七届中央政治局委员、第十七届中央政治局常委
- 王涛——原石油工业部部长、中国石油天然气总公司总经理
- 尹克升——原青海省委书记
- 孙晓群——全国政协民族和宗教委员会副主任、原中共中央直属机关工委常务副书记（正部长级）
- 李毅中——全国政协经济委员会副主任、原工业和信息化部部长、党组书记
- 李国梁——海南省副省长
- 周吉平——中国石油天然气集团公司总经理
- 王宜林——中国海洋石油总公司董事长、党组书记
- 汪东进——中国石油天然气集团公司副总经理
- 曹耀峰——中国石油化工集团公司副总经理
- 杨华——中国海洋石油总公司总经理
- 俞泽猷——民盟中央副主席、全国政协常委
- 黄鸣——皇明太阳能集团有限公司董事长
- 王彦——原中国海洋石油总公司总经理
- 刘是龙——原中共中央组织部部务委员（副部级）
- 张丁华——原中共内蒙古自治区党委副书记、中华全国总工会副主席
- 杨兴富——原中华全国总工会副主席
- 朱家甄——原劳动部副部长、中国新星石油公司总经理
- 许海峰——原北京市人民检察院检察长、二级大检察官
- 刘海燕——原北京市人民政府副市长、华夏银行董事长
- 马富才——原中国石油天然气集团公司总经理、国家能源领导小组办公室副主任
- 张轰——原中国石油天然气总公司副总经理
- 蒋金楚——原中国石油天然气集团公司副总经理
- 牟书令——原中国石油化工集团公司副总经理
- 蒋龙生——原中国海洋石油总公司副总经理
- 吴耀文——中煤能源董事长、原中国石油天然气集团公司副总经理
- 郑虎——原中国石油天然气集团公司副总经理
- 周原——原中国石油化工集团公司副总经理、原新疆自治区党委常委、组织部部长
- 罗汉——原中国海洋石油总公司副总经理
- 陈兴銮——原东营市副市长，2008年因受贿、贪污、挪用公款和非法倒卖土地使用权四项罪名被逮捕，2010年一审被判死刑